# Andryi Bohdan
Pour les articles homonymes, voir Bohdan.
Andriy Iossypovytch Bohdan (en ukrainien : Андрій Йосипович Богдан), né le 3 décembre 1976 à Lviv, est un juriste et un homme politique ukrainien, à la tête de l'administration présidentielle d'Ukraine du 21 mai 2019 au 11 février 2020. 

## Biographie
Il fait ses études à l'université de Lviv en droit puis en relations internationales.
Nommé le 21 mai 2019, il est remplacé comme chef de cabinet de Volodymyr Zelensky par Andriy Yermak le 11 février 2020.